# Nowożytność

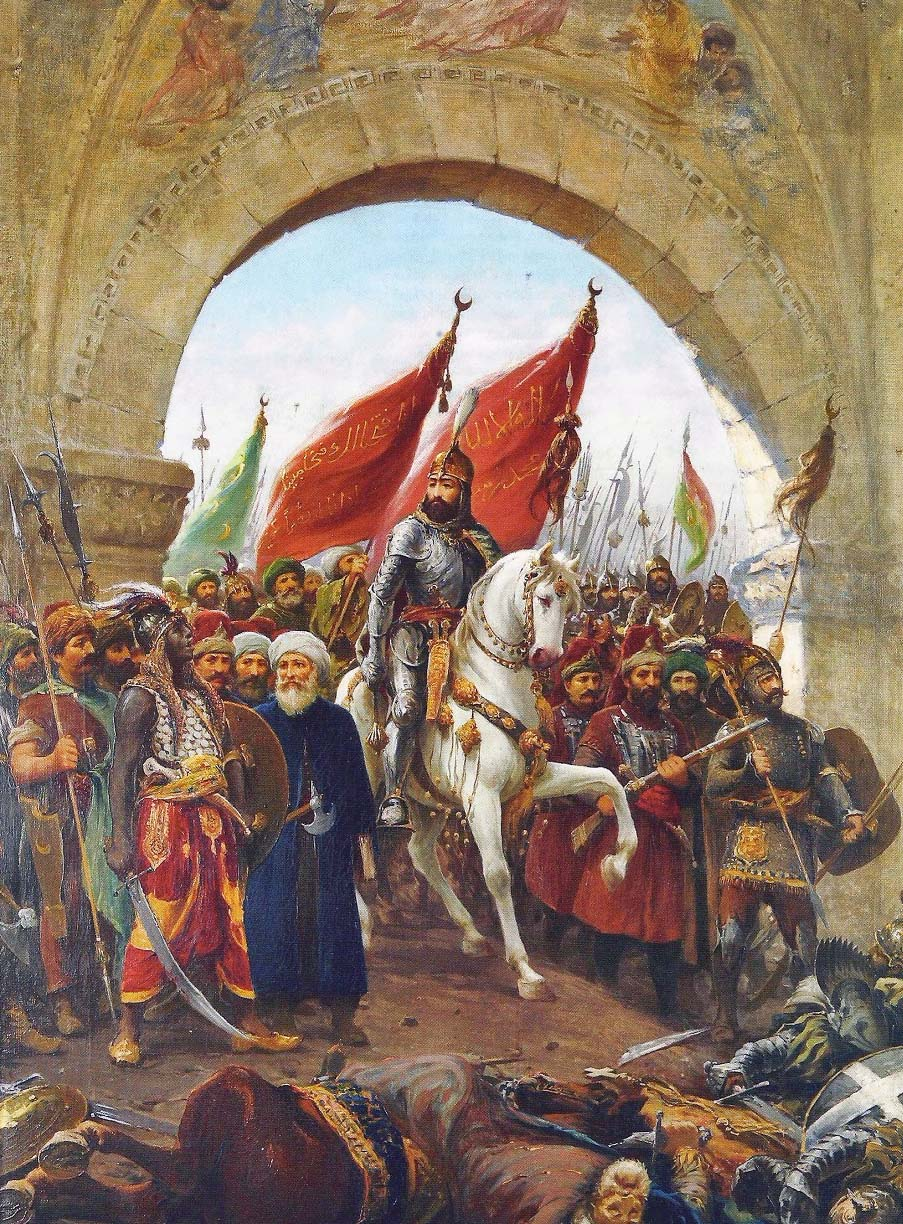
Upadek Konstantynopola w 1453. Data ta jest jedną z kilku podawanych jako symboliczny początek nowożytności.

Nowożytność – epoka w historii następująca według tradycyjnej periodyzacji po średniowieczu i poprzedzająca XIX wiek (jako epokę). Za jej datę początkową uznaje się najczęściej upadek Konstantynopola, a tym samym cywilizacji bizantyńskiej (1453) lub odkrycie Ameryki przez Krzysztofa Kolumba (1492). Obie te daty mają wyłącznie charakter umowny – upadek Bizancjum miał bardzo ograniczony wpływ na rozwój kultury europejskiej, natomiast ekspansja europejska w kierunkach zachodnim i południowym miała przynieść skutki dopiero w XVI wieku. Realnymi wyznacznikami przejścia od epoki średniowiecznej do nowożytnej są natomiast przemiany kulturowe, polityczne, państwowe, ideologiczne i w ograniczonym stopniu techniczne. W historii świata za umowne zakończenie epoki najczęściej uznaje się wybuch rewolucji francuskiej, a rzadziej kongres wiedeński lub rozpoczęcie się I wojny światowej.

Mapa nieznanego portugalskiego kartografa z 1502 roku przedstawia świat taki, jaki stał się znany Europejczykom po wyprawach eksploracyjnych pod koniec XV wieku do obu Ameryk, Afryki i Indii

Podział na starożytność, średniowiecze i nowożytność znajduje zastosowanie przede wszystkim w historii Europy, choć jest wykorzystywany także w badaniach nad krajami pozaeuropejskimi, szczególnie w opracowaniach syntetycznych.

## Podział wewnętrzny
Wewnątrz epoki nowożytnej stosuje się często, szczególnie w pracach popularnych, podział zaczerpnięty z historii sztuki. Z perspektywy nauk historycznych jego realna przydatność jest wątpliwa, ze względu na niejednorodną linię czasową i brak bezpośredniego przełożenia historii np. literatury na dzieje polityczne.
Ogólny podział tego typu:
- renesans – wieki XV i XVI
- barok – od końca XVI wieku do początków XVIII wieku
- oświecenie – XVIII wiek
- romantyzm – pierwsza połowa XIX wieku

## Koncepcje alternatywne
Przydatność pojęcia nowożytności dla badań historycznych została zakwestionowana przez przedstawicieli nurtów modernistycznych, między innymi francuską szkołę Annales. W ujęciu np. Jacques'a Le Goffa historię dzieli się na epoki przednowoczesną (tzw. długie średniowiecze) i nowoczesną, a cezurę stanowią zmiany technologiczne i mentalnościowe związane z industrializacją. Z kolei szkoła anglosaska nie operuje odpowiednikiem polskojęzycznego terminu nowożytność. Najbliższa jest mu anglosaska epoka wczesnonowoczesna (Early modern period), natomiast epoka nowożytna lub nowoczesna (modern period) trwa w tym ujęciu do chwili obecnej.
Także w nauce marksistowskiej postulowano podział dychotomiczny na epoki feudalną i kapitalistyczną (od XVII wieku).

## Periodyzacja historii Polski
W periodyzacji odnoszącej się do dziejów Polski za początek nowożytności uznaje się z reguły rok 1492 (śmierć króla Kazimierza Jagiellończyka) lub 1506 (śmierć Aleksandra Jagiellończyka). Za zakończenie powszechnie uznaje się III rozbiór Polski w 1795.